# Джо Гек
Джозеф Джон «Джо» Гек (англ. Joseph John «Joe» Heck; нар. 30 жовтня 1961, Нью-Йорк) — американський політик-республіканець. З 2011 до 2017 року він представляв 3-й округ штату Невада у Палаті представників США.
Виріс у Пенсільванії. У 1984 році він закінчив Університет штату Пенсильванія, а у 1988 — Коледж остеопатичної медицини Філадельфії. Він пройшов підготовку як спеціаліст з остеопатії, у наступні роки він працював у цій сфері і проводив наукові дослідження. До 2011 року він також мав свою власну компанію. Він викладає у декількох медичних навчальних закладах. З 1991 року він також входить до резерву армії Сполучених Штатів. У 2006 році закінчив Військовий коледж армії у Карлайлі. Між 2004 і 2008 Гек був членом Сенату Невади.
Одружений, має трьох дітей. Проживає у місті Гендерсон.